# Свешников, Егор Иванович
Егор Иванович Свешников — советский хозяйственный, государственный и политический деятель, Герой Социалистического Труда.

## Биография
Родился в 1914 году в селе Васильевка. Член КПСС.
С 1933 года — на хозяйственной, общественной и политической работе. В 1933—1974 гг. — тракторист в местном колхозе «Победа Октября», участник Великой Отечественной войны, бригадир тракторной бригады колхоза «Победа Октября» Аннинского района Воронежской области.
Указом Президиума Верховного Совета СССР от 31 декабря 1965 года присвоено звание Героя Социалистического Труда с вручением ордена Ленина и золотой медали «Серп и Молот».
Избирался депутатом Верховного Совета РСФСР 7-го созыва.
Умер в селе Васильевка в 1995 году.